# زنبور دریایی
زنبور دریایی (نام علمی: Chironex fleckeri) اسم یک گونه از سرده کشنده‌دست است.